# Feeling Good
Feeling Good (ook wel bekend als Feelin' Good) is een nummer dat geschreven is door de Britse singer-songwriters Anthony Newley en Leslie Bricusse voor de musical The Roar of the Greasepaint - The Smell of the Crowd uit 1964. Het nummer werd daarin voor het eerst gezongen door Cy Grant tijdens de tournee in het Verenigd Koninkrijk. Het nummer is gecoverd door artiesten als Gregory Porter, Nina Simone, Muse, George Michael, Avicii, Michael Bublé, Eels en de Pussycat Dolls & Sammy Davis Jr.

## Nina Simone-versie
De cover door Nina Simone verscheen voor het eerst op haar album I Put a Spell on You uit 1965. Haar versie ook te horen in de film Point of No Return uit 1993, een reclame voor Six Feet Under, de film Last Holiday uit 2006, de film Repo Men uit 2010, de film Intouchables uit 2011, het computerspel The Saboteur en een aflevering van de televisieserie Chuck.

### NPO Radio 2 Top 2000
| Nummer met noteringen in de NPO Radio 2 Top 2000 | '15 | '16  | '17  | '18 | '19  | '20  | '21  | '22  | '23  | '24  |
| ------------------------------------------------ | --- | ---- | ---- | --- | ---- | ---- | ---- | ---- | ---- | ---- |
| Feeling Good                                     | 962 | 1301 | 1332 | 878 | 1236 | 1099 | 1064 | 1168 | 1244 | 1283 |

1. ↑  Een vetgedrukt getal geeft de hoogste notering aan.
2. ↑  2015 was het eerste jaar met een notering voor dit nummer.

## Muse-versie
Omdat het een favoriet nummer was van een ex-vriendin van zanger en gitarist Matthew Bellamy heeft de Britse rockband Muse een cover van het nummer opgenomen. Het nummer is te vinden op hun tweede studioalbum Origin of Symmetry en de single Hyper Music/Feeling Good. Tijdens liveconcerten zingt Bellamy het derde couplet door een megafoon.

### Videoclip
Feeling Good werd in dezelfde studio als Hyper Music opgenomen. Alleen is de blauwe kleur van de muren door rood vervangen. Ook vallen er rozenblaadjes naar beneden en zijn er allerlei mensen met vervormde gezichten te zien die het gebeuren volgen.

### In andere media
- Tijdens een optreden voor de Spaanse radiozender Radio 3 verving Bellamy bepaalde woorden door scheldwoorden. De band kreeg voor de uitzending te horen om niet te vloeken. Dit stond hun niet aan, omdat ze in die tijd nog niet in hun nummers hadden gevloekt. Sindsdien is Muse niet meer welkom bij het Spaanse radiostation.
- De cover door Muse is te horen in de Amerikaanse dramafilm Seven Pounds en het computerspel The Saboteur.
- Ook was het nummer te horen in een aflevering van Doctor Who, de Britse politieserie Luther en de dramaserie Shameless.
- Tijdens het achtste seizoen van American Idol zong Adam Lambert het nummer op het arrangement van Muse.
- Nescafé gebruikte het nummer zonder toestemming in 2003 voor een reclame. Muse heeft de rechtszaak hierover gewonnen en heeft het schikkingsbedrag (500 duizend pond) gedoneerd aan Oxfam International.
- Virgin Atlantic Airways gebruikte het nummer ook in een reclame, maar dit bedrijf vroeg eerst wel toestemming. De reclame was in 2012 op de Amerikaanse televisie te zien.

### NPO Radio 2 Top 2000
| Nummer met noteringen in de NPO Radio 2 Top 2000 | '17  | '18  | '19  | '20  | '21  | '22  | '23  | '24  |
| ------------------------------------------------ | ---- | ---- | ---- | ---- | ---- | ---- | ---- | ---- |
| Feeling Good                                     | 1431 | 1364 | 1470 | 1583 | 1671 | 1718 | 1917 | 1911 |

1. ↑  Een vetgedrukt getal geeft de hoogste notering aan.
2. ↑  2017 was het eerste jaar met een notering voor dit nummer.

## Michael Bublé-versie
Feeling Good werd later nog gecoverd door de Canadese zanger Michael Bublé. Het nummer werd uitgegeven op 4 april 2005 als tweede single van zijn tweede studioalbum It's Time.

### NPO Radio 2 Top 2000
| Nummer met noteringen in de NPO Radio 2 Top 2000 | '05 | '06 | '07 | '08  | '09 | '10  | '11 | '12 | '13 | '14 | '15 | '16  | '17  | '18  | '19  | '20  | '21  | '22  | '23  | '24  |
| ------------------------------------------------ | --- | --- | --- | ---- | --- | ---- | --- | --- | --- | --- | --- | ---- | ---- | ---- | ---- | ---- | ---- | ---- | ---- | ---- |
| Feeling Good                                     | 867 | 902 | 910 | 1315 | 788 | 1219 | 976 | 885 | 933 | 591 | 700 | 1005 | 1261 | 1066 | 1246 | 1192 | 1251 | 1429 | 1550 | 1769 |

1. ↑  Een vetgedrukt getal geeft de hoogste notering aan.
2. ↑  2005 was het eerste jaar met een notering voor dit nummer.

## Pussycat Dolls-versie
De Pussycat Dolls namen een cover van het nummer op voor hun eerste studioalbum PCD uit 2005. Deze werd negatief ontvangen door muziekcritici, die het nummer als "zinloos" en "misplaatst" beoordeelden. Het nummer behaalde wel een 23e positie in de hitlijst Smooth Jazz Songs van Billboard.